# West Point (Lewis Hine)
West Point és una obra de 1911 del fotògraf Lewis Hine. És un dels treballs destinats per al Comitè Nacional del Treball Infantil (National Child Labor Committee, NLCL). Es tracta d'una fotografia feta en gelatina de plata sobre paper amb unes dimensions de 12 x 16,8 cm.
Amb aquesta fotografia l'autor vol denunciar l'explotació laboral infantil, els pocs recursos i la decadència en la qual viuen els més menuts. Així doncs, resulta interessant com es desenvolupen en iguals condicions el valor estètic i la crítica social que s'assoleix en aquesta imatge. D'una banda, la foto es presenta com un mitjà de comunicació no verbal i, d'altra, s'expressa la crítica que es fa a l'explotació infantil amb el retrat de la xiqueta.